# Elasmus bicolor
Elasmus bicolor är en stekelart som först beskrevs av Etienne Laurent Joseph Hippolyte Boyer de Fonscolombe 1840.  Elasmus bicolor ingår i släktet Elasmus och familjen finglanssteklar. Inga underarter finns listade i Catalogue of Life.